# قمرة (تشاد)
قمرة هي بلدة في جنوب تشاد. وهي عاصمة إقليم مندول وعاصمة مقاطعة مندول الشرقية [الإنجليزية]. تُعد سادس أكبر مدينة في تشاد.

## التركيبة السكانية
| سنة  | السكان |
| ---- | ------ |
| 1993 | 26702  |
| 2008 | 38220  |